# 신경가소성

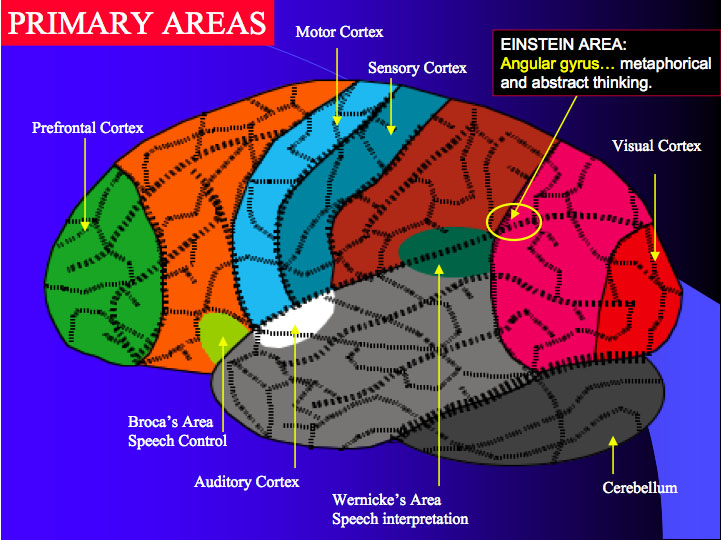
대뇌 피질의 명칭들

신경가소성(神經可塑性, 영어: neuroplasticity)은 성장과 재조직을 통해 뇌가 스스로 신경 회로를 바꾸는 능력이다. 폭넓게는 어떤 유전자형의 발현이 특정한 환경 요인을 따라 특정 방향으로 변화하는 성질을 가리킨다. 특히 신경가소성으로 언급될때에는 인간의 두뇌가 학습, 기억등에 의해 신경세포 및 뉴런들이 좀더 자극-반응에서 적합하게 환경에 적응해가는 변화하는 능력으로 시냅스 가소성을 포함하는 용어로 사용되기도 한다. 즉 뇌는 성형적plastic이고 순응성이 있다malleable는 것이다. 신경회로는 일생을 통해 끊임없이 변하는데, 새로운 언어나 운동기능의 습득이 왕성한 유년기때 사용되는 새로운 신경회로의 활동성이 최대치를 보인다. 성년기나 노년기에는 약간 감소하지만, 여전히 새로운 언어나 운동기술을 어느 정도의 수준까지는 습득할 수 있는 일정한 수준의 뇌신경 가소성을 일생동안 유지한다.
이러한 두뇌의 특징은 꽤 현대에 와서야 발견되었다. 우리의 뇌는 경험에 대한 반응으로 자기 스스로를 (동일 조건 내에서) 재설계할 수 있는 능력을 진화시켜 왔다. 해부학적 뇌 구조의 가소성 덕분에 개개인의 활동에 적합하도록 뇌를 맞춤 설계를 하는 게 가능해졌다. 뇌는 신경세포(뉴런)와 신경교세포가 연결되어 구성된다. 학습은 신경세포 연결 길이의 변화, 연결의 추가 또는 제거, 그리고 새로운 신경세포의 형성을 통해 일어날 수 있는데, 가소성은 바로 이러한 학습과 관계가 있다.과거 과학자들 사이에서 두뇌는 유년기 같은 초기 단계의 중요한 기간 이후에는 변경되지 않는다고 믿어졌다. 1800년 말엽까지는 척추동물의 뇌에 있는 모든 뉴런들이 배아 발생기 동안이나, 아무리 늦어도 유아기 동안 다 형성된다고 생각되었다. 감각 경로는 중요한 시기 이후로 고정되어 있고, 그 시점을 지나면 뇌는 뉴런을 상실할 수만 있을 뿐 절대로 다시 만들 수는 없다는 전통적인 믿음을 가졌던 것이다.
20세기에 들어와서도 뇌의 하부 신피질 영역의 구조는 아동기 이후로 불변이라는 생각은 변함이 없었다. 그러나 의미 있는 학습은 연결 길이의 변화에 의해서 이뤄지고, 해마와 치상돌기 회와 같이 기억의 형성에 관련된 영역과 성인기까지 새로운 뉴런들이 계속해서 생성되는 곳은 큰 가소성을 지닌다는 것이 대다수의 의견이었다. 그러나 점차 예외가 발견되었다. 여러 연구들은 환경적인 변화가 현존하는 뉴런 사이의 연결을 수정하고, 해마와 소뇌를 포함한 다른 뇌 부분의 신경조직발생을 통해서 행동과 인지를 바꿀 수 있다는 것을 밝혀내었다.
여러 분야의 전문가들을 연구해 온 인지심리학자들은 서양장기 두기나 십자단어 맞추기 같은 특정 기술을 열심히 연습하는 사람은, 비록 다른 기술도 반드시 그렇게 되는 건 아니지만, 그 열심히 연습한 기술에 더욱 더 숙달되게 됨을 보여주었다. 아마도 무언가에 대한 전문지식을 발달시키는 것은 뇌를 변화시켜 그 필요한 능력들을 향상시키게 되는 것 같다. 몇몇 사례를 통해 특정 종류의 전문지식과 관련된 뇌의 변화가 확인되었다.
수세기에 걸친 연구는 신피질 처리 영역에서 실질적인 변화가 일어남을 보여주었고, 이러한 변화들은 경험에 대한 반응으로 신경적인 활성화를 변경시키는 것으로 나타났다. 신경가소성에 관한 이론에 의하면, 경험은 실질적으로 두뇌의 물리적 구조와 기능적 조직 모두를 변화시킬 수 있다. 최근 신경과학자들은 발달 이후의 불변성이 어떻게 변화 되는지와 중대한 시기가 언제인지에 대한 연구적 일치에 몰두하고 있다.

## 어원 및 사용
가소성에 대한 개념은 1890년 《심리학의 원리》에서 윌리엄 제임스에 의해 처음 제안되었다. 그러나 이후 50년 동안 이 개념은 그렇게 주목받지 못했다. 이후 신경가소성이란 용어를 처음 사용한 사람은 폴란드 신경과학자인 예르지 코노르스키Jerzy Konorski로 보인다.
가소성 개념은 분자적 수준에서 뿐만 아니라 환경적 사건에도 응용될 수 있다. 이 현상은 복잡하며 조직화의 여러 단계를 내포한다. 두뇌 활성화의 거의 모든 변경 사항은 가소성의 부류에 반영될 수 있다. 그래서 이 개념의 설명적 가치는 어느 정도 손실되기도 한다. 예를 들어 동작이나 윤곽에 대한 단기간의 시각 적응, 피질지도의 성숙과 절단, 뇌졸중 이후의 회복, 그리고 보통 성인이 학습할때의 변화에서 발생 동안의 축색돌기 유도 개념이 널리 보급되어 설명에 이용된다. 최근에는 보통 축색돌기의 성장, 장기적 강화작용, 또는 유전적 반응과 관련있는 가소성 발현을 포함하는 구체적인 형태의 재조직에서 가소성 개념이 중추신경체계의 속성으로 자주 묘사된다.
노먼 도지Norman Doidge는 신경가소성의 표현을 긍정적인 행동 결과, 그리고 부정적인 행동 결과로의 적응으로 분리하였다. 예를 들어 만약 유기체가 뇌졸중 후에 정상 수준으로 회복 가능하다면, 이 적응력은 ‘긍정적인 가소성’으로 고려될 것이다. 과도한 레벨의 뉴런 성장이 경련 또는 마비를 가져오거나, 또는 상처로의 과도한 신경전달물질 방출이 신경세포를 파괴할 수 있는 것은 ‘부정적인 가소성’으로 고려될 수 있다. 더불어 약물 중독과 집착적인이고 강박적인 질환은 시냅스의 재회신이 부적응적이기 때문에 부정적인 가소성으로 간주된다.

## 신경생물학
신경가소성이 어떻게 기능하는가에 대한 기본적인 원리 중 하나는 시냅스의 가지치기와 관련 되어있다. 뇌 안의 개별 연결은 그것이 어떻게 사용되는지 여하에 따라서 일정하게 제거되고, 다시 생성된다. 이 개념은 “함께 흥분하는 뉴런은 함께 연결되고, 따로 흥분하는 뉴런은 따로 연결된다.” 라는 구절을 통해 살펴 볼 수 있다. 만약 자극을 동시에 자주 생성하는 두 개의 뉴런이 근처에 존재한다면, 그것들의 피질지도는 하나가 될 수도 있다. 이를 반대 방향으로 적용하면, 불규칙하게 동시적인 자극을 생성하는 뉴런들은 다른 모양의 지도들을 구성할 것이다.
정상 뇌에서 학습과 관련된 신경계의 변화를 살펴보면, 일반적으로 주어진 과제의 수행과 관련된 특정 영역의 신경망 연결 변화와 관계가 있다. 그리고 특정한 기능과 관계된 신경망과 영역들은 거의 모든 인간의 뇌에서 동일한 부분에서 발견된다. 예를 들면, 언어기능과 관련된 영역은 대뇌의 좌반구의 측두엽에서 발견되며, 운동역역, 감각영역, 그리고 주 시각 영역은 개개인들간에 거의 유사한 위치에서 확인된다. 그러나 각각의 영역은 환경과 자극의 상호작용에 의해 각 영역의 크기나 경계를 넘어, 다른 인접영역으로 영역을 재할당하거나 혹은 다른 영역과의 기능적인 신경망 연결을 통해 가소성을 이루어간다고 할 수 있다.
최근 핵의학 분야의 발달로 인체나 신경계의 신진대사를 영상으로 측정해 내는 기기인 PET나 fMRI, 그리고 TMS가 개발되었다. 이러한 장비들은 신경과학 분야에서 중요한 연구도구로 활용되고 있다. 이런 도구들로 간편하고 정확하게 신경계의 활동성을 측정할 수 있게 되면서, 신경생리학적인 기전을 밝히려는 연구들이 신경의 가소성과 관련한 의문점을 해결하는데 많은 기여를 하고 있다.

### 가지돌기의 분지
탐색하거나 갖고 놀 몇 가지 장난감들이 있는 더 큰 쥐장에서, 열 마리 가량의 쥐들과 함께 사는 쥐는 더 두꺼운 피질, 더 많은 가지돌기 가지들, 그리고 많은 학습 검사에서 더 향상된 수행능력을 보인다. 이러한 양상은 운동에 의한 결과이다. 즉 집단 쥐장에서 사는 쥐들이 훨씬 더 많이 돌아다니기 때문이다. 다른 아무런 풍요화 경험 없이 단순히 다람쥐 쳇바퀴 돌리기만을 해도 쥐의 뇌에는 상당한 유익이 생긴다. 운동은 신경영양요소들을 방출시켜 뉴런과 시냅스의 발달을 증가시키는데, 그러한 운동이 굳이 심한 정도의 것이어야 할 필요는 없다. 이를 인간에게 적용하면 "당신의 뇌를 위해서 운동이 필요하다"는 충고는 특히 노인들에게 중요하게 된다.
풍요로운 환경은 많은 다양한 종들에게서 축색과 가지돌기의 발아를 촉진한다. 많은 학문적 교육을 받은 사람들이 정식 교육을 덜 받은 사람들보다 더 길고 넓게 분포된 가지돌기들을 지니는 경향이 있다. 이에 대해서는 두 가지 설명이 가능하다. 첫 번째 가능성은 학습이 실제로 가지돌기의 분지화를 증가시킬 수 있다는 설명이다. 다른 가능성은 넓게 퍼진 가지돌기를 이미 보유하고 있는 사람들이 학교에서 더 좋은 성적을 올리고, 따라서 더 많은 교육을 받는다는 것이다.

### 피질 지도 재조직화
피질의 조직의 감각 체계는 흔히 지도의 측면에서 설명된다. 예를 들어 발에서부터 온 감각 정보는 특정한 하나의 피질 위치로 전해지고, 팔에서부터 온 정보는 다른 장소를 도달 목표로 한다. 이러한 신체 감각의 조직화에 대한 결과로, 피질로 오는 감각 입력은 지도와 유사하다.
1970년대 후반과 1980년대 초반에 몇몇 연구 집단은 감각 입력의 일부를 제거한 효과를 조사하기 시작하였다. 피질 지도에 대한 연구 결과, 만약 대뇌 피질 지도가 입력을 빼앗긴다면 인접한 다른 입력에 대한 응답으로 다시 활성화 됨이 입증되었다. JT wall과 J Xu는 이 가소성의 구조작용을 추적하였는데, 결과적으로 피질적인 재조직화는 나타나지 않았지만 대뇌 피질 안에서 관찰 된 지도의 변화를 생성하였다.
메르체니히와 윌리엄 제킨스 등은 영장류 체세포 감각체계에서의 병리학적 동요가 없는 감각 경험과 관련 된 연구를 시작하였다. 그 후 포드 에브너 등은 설치류의 수염 피질에 비슷한 작업을 수행하였다. 다른 연구자들에 의해서 설치류의 수염 연구를 통해 NMDA 수용체를 발현하고, 정상 표현을 위한 콜린성 입력과 연루 된 피질 변화 유전자위가 밝혀졌다. 하지만 설치류 연구는 행동적인 해답을 제공하지는 못하였고, 이후의 연구에서 피질의 가소성에 실제적인 영향을 끼치는 행동적 조작을 확인하였다.
메르체니히 등은 2002년에 체성 감각과 청각 체계에서의 가소성의 진화를 연구하는데에 피질 이식을 이용하였다. 두 체계는 모두 행동적인 대목에서 유사한 변화를 보여준다. 자극이 인지적으로 보강과 연계되어 있을 때, 그것의 피질 표현은 강화되고 확대된다. 어떠한 새로운 감각 동작 행동이 습득되었을 때, 피질 표현이 하루 또는 이틀 사이에 두세배로 증가하였고, 이 변화는 몇 주안에 완료되었다. 이러한 통제 연구는 이 변화가 감각적 경험에 의해서만 발생된 것이 아니고, 감각 경험에 대한 학습을 요구함을 보여준다. 그리고 전형적인 조절 안에서의 보상, 효과적인 고통의 경감과 관련 된 자극일 때에 변화가 최고로 강하게 발생한다.
순수음에 대한 청각피질의 반응을 기록한 연구도 있다. 그 결과 비음악가들에게서보다 직업적인 음악가들에게서 뇌의 반응성이 약 두 배 정도나 높았다. 이 음악가들의 뇌를 MRI로 검사한 결과 우반구 측두엽 피질의 한 영역이 약 30% 더 크다는 것이 발견하였다. 물론 이 자료는 이들이 음악에 전문화된 뇌를 타고났기 때문에 직업 음악가가 된 것인지 아니면 어린 시절의 많은 연습이 특정 뇌 영역이 성장하는데 도움이 되었는지를 말해주지는 않는다. 이와 관련된 한 연구는 비음악가들과 현악기(대부분 바이올린)를 연주한 경험이 많은 사람들의 중심후회를 비교하였다. 중심후회는 일차 체감각피질로서, 이 회 상의 각 영역이 신체의 특정 부위에 반응한다. 현악기 연주자들은 현을 짚는데 왼손을 써야 하는데, 이들의 뇌자도는 중심후회에 있는 왼손의 손가락들에 대한 표상이 확장되어 있음을 보여주었다. 왼쪽 손가락들에 할당된 영역은 현악기를 어려서부터 배우기 시작한 사람들에게서 더 컸다. 이들은 물론 이 연구가 행해졌던 시점에 더 오랫동안 훈련을 해 온 사람들이기도 하다.
이런 결과들은 어떤 기술을 연습하는 것이 그 기술의 수행을 최대화하도록 일정 한계 내에서 뇌를 재조직화한다는 것을 시사한다. 그런 변화를 일으키는 기제의 일부는 이러하다. 무언가 중요하다고 생각되는 것에 주의를 주면 도파민이 분비되는데, 이 도파민이 피질 영역들에 작용하여 도파민 분비 당시에 주어지고 있었던 자극들에 대한 표상을 확대시킨다.
일반적으로 그런 확장된 피질 표상은 그 피질이 한 자극에 더 많은 주의를 줄 수 있게 또는 그것을 더 깊이 처리할 수 있게 한다는 점에서 유익하다. 그러나 극단적인 경우에는 그런 재조직화가 문제를 일으키기도 한다. 앞서서 언급했듯 오랫동안 매일 여러 시간 현악기를 연주하여 커진 체감각피질의 왼손에 대한 표상이 펼쳐지기 보다는 비스듬하게 커져서 각 손가락의 표상이 이웃한 손가락의 표상과 겹칠 수도 있을 것이다. 이러한 겹침이 너무 심해지면 한 손가락에 주어진 자극이 다른 손가락과 똑같은 피질 영역들을 흥분시키는 결과가 생기는데, 그런 사람은 한 손가락을 다른 손가락과 구분하는 데에 곤란을 겪는다. 한 손가락과 다른 손가락의 차이를 분명하게 느낄 수 없는 사람은 손가락들을 따로 통제하는데에 곤란을 겪는다. 이런 병을 ‘음악가의 쥐musician's cramp’ 또는 전문용어로 초점성 수부 근긴장이상focal hand dystonia이라고 한다. 이는 손가락들이 서투르게 움직이게 되고, 쉽게 피로해지며, 과제를 방해하는 비자발적 운동을 하는 질병으로, 오래 지속되는 것이라서 직업 음악가들에게는 대부분의 경우 그 경력이 끝나버리게 된다.
하루 종일 손으로 글을 쓰는 사람들에게도 똑같은 문제가 생기는데, 이 경우에는 이를 ‘작가의 쥐writier's cramp’라고 한다. 전통적으로 의사들은 음악가 또는 작가의 쥐가 손의 결함이라고 가정했는데, 이후의 연구는 감각 시상 및 피질이 심하게 재조직화되어 한 손가락에 대한 촉감 반응이 다른 손가락에 대한 것과 겹치게 된 것이 그 원인임을 밝혀내었다.
또 하나의 피질 지도와 연관 된 흥미로운 현상은 환상통의 발생이다. 이것은 일반적으로 손, 팔, 다리의 절단을 겪은 사람에서 주로 설명되는데, 사지에만 국한 되지는 않는다. 이 느낌은 두뇌 지도의 조직 해체와 목표된 지점으로부터 입력을 받지 못하는 결함으로 인한 것으로 생각되는데, 이는 성가시거나 고통스러운 증상을 가져온다. 덧붙여 이 증상은 계획 된 절단 보다는 예상치 못한 손실 후에 더 일반적이다. 신체적 재지도화의 정도와 환상통 통증 사이에는 높은 상관관계가 존재한다. 이것은 인간의 성인 두뇌에서의 새로운 신경 연결에 대한 매혹적인 예시이다.

### 새로운 뉴런의 생성
새로운 뉴런의 생성은 후각 수용기에서 처음으로 발견 되었다. 코에는 평생 동안 미성숙한 상태로 남아 있는 일군의 뉴런들이 있다. 이 뉴런들은 주기적으로 분열한다. 분열된 한 세포는 미성숙한 상태 그대로 있고, 분열된 다른 한 세포는 발달하여 죽어가는 후각 수용기를 대체한다. 후각 수용기를 대체한 뉴런의 축색이 뇌 속의 적절한 목표 지점으로 성장해 들어간다. 나중에 연구자들은 뇌의 내부에서 줄기세포라 불리는 일군의 미분화된 세포들을 발견하기도 하였다. 줄기세포는 때때로 딸세포를 생성하는데, 이 딸세포들이 후구로 이동하여 교세포나 뉴런으로 변환된다.
이 후 다른 뇌 영역들에서도 새로운 뉴런의 형성에 대한 증거가 발견되었다. 예를 들어 지저귀는 새(songbirds)의 뇌에는 지저귐에 필요한 영역이 있는데, 이 영역에서는 몇 가지 종류의 뉴런들이 지속적으로 보충된다. 오래된 뉴런들은 죽고 새 뉴런들이 그 자리를 메우는 것이다. 북미에 사는 텃새인 검은머리박새는 늦은여름과 초가을에 씨앗들을 숨겨두었다가 겨울에 찾아내어 먹는다. 늦은여름 동안 이 새의 해마(공간기억에 중요한 뇌 영역)에서는 새로운 뉴런들이 성장한다.
인간과 원숭이의 경우 새 뉴런의 발생이 보고되기는 했으나, 논쟁의 여지가 남아있다. 늙은 피질 세포가 죽어가고 있을 때 새 뉴런의 생성이 증가한다는 보고도 있었다. 현 시점에서는 성숙한 영장류에 있어서 새 뉴런이 형성되는지에 대해서 연구자들의 의견이 일치하지 않고 있다.

## 응용
신경가소성의 놀라운 결과는 주어진 기능에 대한 뇌 활성이 다른 곳으로 이동될 수 있다는 것이다. 이는 보통 경험과 뇌 손상으로부터의 회복 과정중에 발생하는 결과이다. 뇌 손상의 치료를 위한 목적지향적인 경험적 치료 프로그램과 함께, 신경가소성은 뇌 손상의 기능적 결과에 대한 재활 접근의 문맥에서 과학적인 토대를 지지하는 근본적인 사안이다.
성인의 두뇌는 고정되거나 불변인 신경 회로를 지닌 견고한 전달이 아니다. 훈련에 의한 신경 회전의 피질과 부피질의 재연결에 대한 많은 예가 존재한다. 성인 포유류 뇌 세포의 탄생에 대한 많은 증거가 있으며, 이러한 변화는 높은 나이에서도 존재한다. 신경발생에 대한 증거는 주로 해마와 후각구에 제한되지만, 최근 연구는 소뇌를 포함한 다른 뇌 부분도 관련될 수 있을 것이라는 결과를 찾아내었다.

### 뇌 손상의 치료
뇌졸중에 의한 뇌손상은 일상적인 신체활동을 위한 수의적인 움직임을 불가능하게 하여, 실제적인 불구상태를 야기하는 가장 주요한 원인 중의 하나이다. 비록 뇌졸중 후, 즉시적인 운동기능의 회복이 일어나긴 하지만, 연구보고에 의하면 단지 15% 미만의 뇌졸중 환자들이 정상 상태로 회복된다고 보고하고 있다. 다행이도 뇌 손상과 관련된 이후 진행되는 자생적인 뇌신경 재조직화와 아울러, 특정한 운동피질영역의 기능은 개별적인 운동경험에 의해 변화될 수 있다. 이러한 뇌신경 가소성은 뇌졸중 후 환자들의 다양한 형태의 운동 재활트레이닝을 위한 중요한 암시점을 제공하고 있다.
뇌의 특정 신경망에 부분적인 손상을 받게 되면, 이전 그 신경망에 의해 수행되는 운동기능은 상실되며, 손상을 입은 뇌의 반대쪽 상하지의 마비, 부분적인 운동기능 약화, 감각이상 등을 야기한다. 특히, 뇌졸중은 뇌의 여러 영역으로 산소와 글루코스를 공급하는 통로인 뇌혈관이 막히거나 파열되어 뇌신경세포로의 혈액공급이 중단됨으로써, 특정 뇌영역의 신경세포가 괴사하여 발생하는 뇌신경계의 손상을 말한다.
손상을 입은 뇌세포는 다시 재생되지 않음에도 불구하고, 마비되거나 약화된 사지의 운동기능은 회복기를 지나서 상실된 운동기능의 일부 또는 대부분이 회복되는데, 이러한 현상을 뇌의 신경가소성에 의한 운동기능회복이라 한다. 불과 십 여 년 전까지만 해도 뇌신경학자들은 성장한 영장류의 대뇌피질 신경세포에서 광범위한 영역에서 기능적이고 구조적인 가소성에 의해 신경계의 변화가 가능하다는 것은 받아들이기 힘든 사실이었다.가 최초로 성인의 뇌에서 신경 성장인자를 최초로 발견한 것을 시작으로 많은 논란과 연구를 촉발시켰으며, 현재 신경가소성을 뇌 신경계 외부의 활동성에 의해 이미 성장한 뇌신경계 내에서 신경 연결망과 시냅스의 변화로 받아들여지고 있다.

### 학습 장애의 치료
메르체니히는 가소성을 기반으로 "Fast Forword"라는 이름의 컴퓨터 프로그램을 만들었다. 이 프로그램은 7개의 뇌 운동을 제공, 난독증과 언어 및 학습 부족을 돕는다. 최근 연구 결과, 연령과 관계된 인지 감퇴(ARCD)와 같은 부정적 가소성을 중화하는지를 알아보기 위한 성인을 대상으로 한 경험적 훈련이 시행되었다. 이는 ARCD로 인한 인지, 기억, 운동조절 등에서의 기능장애에 반하여 디자인 된 운동을 포함하고, 이 프로그램을 사용한 8-10주 뒤에 유의미한 업무처리 향상이 있었다. 이 자료는 뇌가소성 기반 프로그램이 성인 ARCD의 인지적 기능과 기억을 향상시킬 수 있음을 시사한다.
두뇌 안에서 뉴런은 죽을 수 있지만, 다시 생성되지는 않는다. 하지만 활성화, 대뇌 피질을 포함한 시냅스 회로망의 경험 의존적인 재조직화에 관한 증거가 있다. 이 과정이 어떻게 이뤄지는지 구체적이고 자세한 설명은 신경과학 연구의 활동적인 주제이다. 어떠한 경험이 시냅스 조직에 영향을 주는지 역시도 뇌 기능에 대한 신경다윈론의 마음이론과 인식론의 이론의 기본이 된다. 신경가소성 개념은 시냅스 구조와 기능의 변화를 일으키는 경험과 관계하여 기억과 학습이론의 중심이다.

## 같이 보기
- 수면-각성 리듬
- 세포반감기